# Division nationale (Schach) 2009/10
Die Division nationale (Schach) 2009/10 war die höchste Spielklasse der luxemburgischen Mannschaftsmeisterschaft im Schach.
Meister wurde Cercle d’échecs Dudelange, während sich der Titelverteidiger De Sprénger Echternach mit dem dritten Platz begnügen musste. Aus der Promotion d’honneur stieg mit Les pions Perlé nur eine Mannschaft auf, die zusammen mit Esch Rochade Reine wieder absteigen musste. Für die gemeldeten Mannschaftskader siehe Mannschaftskader der Division nationale (Schach) 2009/10.

## Modus
Das Turnier war unterteilt in eine Vorrunde und eine Endrunde. Die acht teilnehmenden Mannschaften spielten zunächst ein einfaches Rundenturnier. Die ersten Vier spielten im Poule Haute um den Titel, die letzten vier im Poule Basse gegen den Abstieg. Über die Platzierung entschied zunächst die Summe der Mannschaftspunkte (2 Punkte für einen Sieg, 1 Punkt für ein Unentschieden, 0 Punkte für eine Niederlage), anschließend die Zahl der Brettpunkte (3 Punkte für einen Sieg, 2 Punkte für ein Remis, 1 Punkt für eine Niederlage, 0 Punkte für einen kampflose Niederlage). Für die Endplatzierung wurden sowohl die Punkte aus der Vorrunde als auch die Punkte aus der Endrunde berücksichtigt.

## Spieltermine
Die Wettkämpfe wurden ausgetragen am 27. September, 18. Oktober, 8. und 29. November, 13. Dezember 2009, 24. Januar, 7. Februar, 7. und 21. März und 25. April 2010.

## Vorrunde
Während mit der ersten Mannschaft von Le Cavalier Differdange, Cercle d'échecs Dudelange und De Sprénger Echternach drei Mannschaften schon vor der letzten Runde für den Poule Haute qualifiziert waren, fiel die Entscheidung um den vierten Platz erst in der letzten Runde. Am Ende qualifizierte sich Gambit Bonnevoie mit einem Brettpunkt Vorsprung für den Poule Haute.

### Abschlusstabelle
| Pl. | Verein                                     | Sp | G | U | V | MP   | Brett-P. |
| --- | ------------------------------------------ | -- | - | - | - | ---- | -------- |
| 01. | Le Cavalier Differdange I. Mannschaft      | 7  | 6 | 0 | 1 | 12:2 | 137      |
| 02. | Cercle d'échecs Dudelange                  | 7  | 6 | 0 | 1 | 12:2 | 134      |
| 03. | De Sprénger Echternach (M)                 | 7  | 5 | 0 | 2 | 10:4 | 125      |
| 04. | Gambit Bonnevoie                           | 7  | 4 | 0 | 3 | 8:6  | 115      |
| 05. | Schachklub Turm a Sprénger Matt Schëffleng | 7  | 4 | 0 | 3 | 8:6  | 114      |
| 06. | Le Cavalier Differdange II. Mannschaft     | 7  | 2 | 0 | 5 | 4:10 | 90       |
| 07. | Les pions Perlé (N)                        | 7  | 1 | 0 | 6 | 2:12 | 88       |
| 08. | Esch Rochade Reine                         | 7  | 0 | 0 | 7 | 0:14 | 87       |

### Entscheidungen
|     | Teilnehmer am Poule Haute: Le Cavalier Differdange I. Mannschaft, Cercle d'échecs Dudelange, De Sprénger Echternach, Gambit Bonnevoie              |
|     | Teilnehmer am Poule Basse: Schachklub Turm a Sprénger Matt Schëffleng, Le Cavalier Differdange II. Mannschaft, Les pions Perlé, Esch Rochade Reine |
| (M) | Meister der letzten Saison |
| (N) | Aufsteiger der letzten Saison |

### Kreuztabelle
| Ergebnisse | Ergebnisse                                 | 01. | 02. | 03. | 04. | 05. | 06. | 07. | 08. |
| ---------- | ------------------------------------------ | --- | --- | --- | --- | --- | --- | --- | --- |
| 01.        | Le Cavalier Differdange I. Mannschaft      |     | 15  | 17  | 18  | 21  | 23  | 23  | 20  |
| 02.        | Cercle d'échecs Dudelange                  | 17  |     | 15  | 19  | 18  | 24  | 20  | 21  |
| 03.        | De Sprénger Echternach                     | 15  | 17  |     | 17  | 14  | 20  | 21  | 21  |
| 04.        | Gambit Bonnevoie                           | 14  | 13  | 15  |     | 17  | 18  | 20  | 18  |
| 05.        | Schachklub Turm a Sprénger Matt Schëffleng | 11  | 13  | 18  | 15  |     | 19  | 19  | 19  |
| 06.        | Le Cavalier Differdange II. Mannschaft     | 8   | 8   | 12  | 14  | 13  |     | 17  | 18  |
| 07.        | Les pions Perlé                            | 9   | 12  | 11  | 11  | 13  | 15  |     | 17  |
| 08.        | Esch Rochade Reine                         | 12  | 11  | 10  | 14  | 13  | 14  | 13  |     |

## Endrunde

### Poule Haute
Differdange und Dudelange hatten mit je 12:2 Punkten die besten Ausgangspositionen und gewannen die beiden ersten Wettkämpfe, so dass der direkte Vergleich in der letzten Runde entscheiden musste. Aufgrund der besseren Brettpunkte hätte Differdange ein Unentschieden gereicht, aber wie in der Vorrunde gewann Dudelange und wurde damit Meister.

#### Abschlusstabelle
| Pl. | Verein                                | Sp | G | U | V | MP   | Brett-P. |
| --- | ------------------------------------- | -- | - | - | - | ---- | -------- |
| 01. | Cercle d'échecs Dudelange             | 10 | 9 | 0 | 1 | 18:2 | 187      |
| 02. | Le Cavalier Differdange I. Mannschaft | 10 | 8 | 0 | 2 | 16:4 | 190      |
| 03. | De Sprénger Echternach (M)            | 10 | 6 | 0 | 4 | 12:8 | 172      |
| 04. | Gambit Bonnevoie                      | 10 | 4 | 0 | 6 | 8:12 | 154      |

#### Entscheidungen
|     | Luxemburgischer Meister: Cercle d'échecs Dudelange |
| (M) | Meister der letzten Saison                         |

#### Kreuztabelle
| Ergebnisse | Ergebnisse                            | 01. | 02. | 03. | 04. |
| ---------- | ------------------------------------- | --- | --- | --- | --- |
| 01.        | Cercle d'échecs Dudelange             |     | 18  | 18  | 17  |
| 02.        | Le Cavalier Differdange I. Mannschaft | 14  |     | 21  | 18  |
| 03.        | De Sprénger Echternach                | 14  | 11  |     | 22  |
| 04.        | Gambit Bonnevoie                      | 15  | 14  | 10  |     |

### Poule Basse
Nachdem Differdanges zweite Mannschaft gegen Perlé gewonnen hatte, war die Entscheidung im Abstiegskampf gegen Perlé und Esch gefallen.

#### Abschlusstabelle
| Pl. | Verein                                     | Sp | G | U | V | MP   | Brett-P. |
| --- | ------------------------------------------ | -- | - | - | - | ---- | -------- |
| 05. | Schachklub Turm a Sprénger Matt Schëffleng | 10 | 6 | 0 | 4 | 12:8 | 166      |
| 06. | Le Cavalier Differdange II. Mannschaft     | 10 | 4 | 0 | 6 | 8:12 | 136      |
| 07. | Les pions Perlé (N)                        | 10 | 2 | 0 | 8 | 4:16 | 134      |
| 08. | Esch Rochade Reine                         | 10 | 1 | 0 | 9 | 2:18 | 131      |

#### Entscheidungen
|     | Absteiger in die Promotion d'honneur: Les pions Perlé, Esch Rochade Reine |
| (N) | Aufsteiger der letzten Saison                                             |

#### Kreuztabelle
| Ergebnisse | Ergebnisse                                 | 05. | 06. | 07. | 08. |
| ---------- | ------------------------------------------ | --- | --- | --- | --- |
| 05.        | Schachklub Turm a Sprénger Matt Schëffleng |     | 20  | 14  | 18  |
| 06.        | Le Cavalier Differdange II. Mannschaft     | 12  |     | 17  | 17  |
| 07.        | Les pions Perlé                            | 17  | 15  |     | 14  |
| 08.        | Esch Rochade Reine                         | 14  | 14  | 16  |     |

## Die Meistermannschaft
| 1.            | Cercle d'échecs Dudelange |
| Schachfiguren | Michail Gurewitsch, Slavko Cicak, Anthony Wirig, Vasile Sănduleac, Fred Berend, Mustapha Nezar, Elvira Berend, Anna Wagener, Udo Osieka, Viktoriya Schweitzer, Hubert Mossong, Alain Schartz, Lucien Gaspar, Sebastian Tudorie, Robert Ackermann, Theid Klauner, Jean Schammo, Roland Schilpp, Pierre Fattebene. |